# Serie A 1969-1970 (pallacanestro femminile)
Il campionato di Serie A di pallacanestro femminile 1969-1970 è stato il trentanovesimo organizzato in Italia.
La formula rimane invariata: le dieci squadre di Serie A si affrontano in partite di andata e ritorno; la prima classificata vince lo scudetto, le ultime due retrocedono in Serie B. Si rende necessario uno spareggio per determinare la seconda retrocessione. Il Geas Sesto San Giovanni vince il suo primo scudetto precedendo la Standa Milano e le campionesse uscenti dell'A.S. Vicenza.

## Classifica
|               |     | Classifica finale 1969-1970 | Pt | G  | V  | P  | PtF  | PtS  |
| ------------- | --- | --------------------------- | -- | -- | -- | -- | ---- | ---- |
|               | 1.  | GEAS                        | 32 | 18 | 16 | 2  | 1028 | 699  |
|               | 2.  | Milano                      | 30 | 18 | 15 | 3  | 1120 | 772  |
|               | 3.  | Vicenza                     | 26 | 18 | 13 | 5  | 1103 | 802  |
|               | 4.  | Treviso                     | 22 | 18 | 11 | 7  | 1006 | 801  |
|               | 5.  | Libertas Bologna            | 18 | 18 | 9  | 9  | 896  | 875  |
|               | 6.  | Ginn. Triestina             | 18 | 18 | 9  | 9  | 943  | 983  |
|               | 7.  | FIAT                        | 14 | 18 | 7  | 11 | 730  | 955  |
|               | 8.  | Pallacanestro Brescia       | 10 | 18 | 5  | 13 | 713  | 1041 |
| Retrocessione | 9.  | Pall. Torino                | 10 | 18 | 5  | 13 | 763  | 898  |
| Retrocessione | 10. | Pallacanestro Avellino      | 0  | 18 | 0  | 18 | 642  | 1094 |

### Spareggio salvezza
| Reggio Emilia 12 aprile 1970 | Pallacanestro Brescia | 45 – 35 | Pall. Torino |  |

### Verdetti
- Geas Sesto San Giovanni campione d'Italia 1969-1970: Mabel Bocchi, Daniela Bognolo, Paola Bordon, Lucia Colavizza, Paola Dalla Longa, Carla Goggioli, Silvana Grisotto, Renata Moreschi, Maria Amedea Pelle, Silvana Tomasoni.
- Lanco Torino e Partenio Avellino retrocedono in Serie B.